# 海底油田

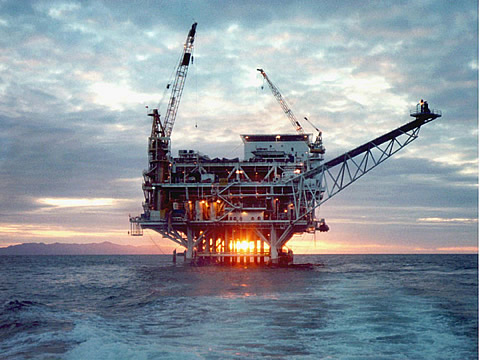
北海油田の石油プラットフォーム

海底油田（かいていゆでん）とは、海底に存在する油田のこと。浅海や大陸棚などに位置する場合が多い。海底の石油の埋蔵量は、現在地球上にある埋蔵量の4分の1とも言われている。

## 世界の海底油田産地
- 東シナ海
- 北海油田
- サハリンプロジェクト（サハリン州）
- メキシコ湾岸油田
- ギニア湾

## 海底油田の掘削
海上に石油プラットフォームと呼ばれる、巨大な掘削櫓（外見は巨大なヘリポートに見える）を固定し、海底ボーリングを行う。
商用として世界で初めて海底油田を掘削したのは、日本の尼瀬油田（新潟県出雲崎町）であるとされる。
2007年現在、世界最深の油田は、アメリカ合衆国メキシコ湾岸油田でエクソンモービル社が保有する油田。水深8,600フィート（約2,580メートル）に達しているが、同地域では年々規模の拡大が続いており、水深10,000フィートを超える掘削リグの設置計画を持つ社も存在している。